# Nyamko Sabuni
Nyamko Ana Sabuni (ur. 31 marca 1969 w Bużumburze) – szwedzka polityk burundyjskiego pochodzenia, posłanka, od 2006 do 2013 minister ds. równouprawnienia płci, do 2010 również minister ds. integracji, od 2019 do 2022 przewodnicząca Liberałów.

## Życiorys
Urodziła się w Burundi w rodzinie kongijskiego imigranta, więzionego w rodzinnym kraju z powodów politycznych. Rodzina uzyskała azyl w Szwecji w 1981 i osiedliła się w Sztokholmie. Nyamko Sabuni kształciła się m.in. na Uniwersytecie w Uppsali w zakresie prawa oraz w Mälardalens högskola w zakresie polityki migracyjnej.
W połowie lat 90. zaangażowała się w działalność polityczną w ramach Ludowej Partii Liberałów. Była członkinią władz krajowych organizacji młodzieżowej tego ugrupowania. W wyborach do szwedzkiego parlamentu w 2002 z ramienia liberałów zdobyła mandat poselski i do 2006 zasiadała w Riksdagu. Publicznie występowała za wprowadzeniem obowiązkowych badań ginekologicznych celem przeciwdziałaniu obrzezaniom kobiet. Postulowała także zakaz noszenia hidżabu przez dziewczęta poniżej piętnastego roku życia, jak też wyodrębnienie tzw. zbrodni honorowych (pozbawiania przez muzułmanów życia kobiet i dziewcząt przez członków własnych rodzin „w obronie czci rodu”) jako osobne przestępstwo.
Po zwycięstwie centroprawicowej koalicji w wyborach w 2006 została powołana w skład gabinetu Fredrika Reinfeldta, w którym objęła urząd ministra ds. równouprawnienia płci i integracji (mniejszości narodowych). Stała się tym samym pierwszym pochodzącym z Afryki ministrem w szwedzkim rządzie.
Jej nominacja spotkała się jednocześnie z protestami szwedzkich środowisk muzułmańskich, zarzucających jej populizm i islamofobię. Szwedzkie stowarzyszenie muzułmanów, największa tego typu organizacja w kraju, zorganizowało akcję zbierania podpisów pod petycją przeciwko jej powołaniu.
1 stycznia 2007 stanęła na czele nowo powołanego resortu – Ministerstwa Integracji i Równouprawnienia Płci. Po wyborach w 2010, w których uzyskała reelekcję do Riksdagu, pozostała w rządzie jako minister ds. równouprawnienia płci w ramach Ministerstwa Edukacji i Badań Naukowych. Z rządu odeszła 21 stycznia 2013.
W czerwcu 2019 została nową przewodniczącą swojej partii (od 2015 działającej pod nazwą Liberałowie); zastąpiła na tej funkcji Jana Björklunda. Zrezygnował z tego stanowiska w kwietniu 2022.